# 魏士前
魏士前（1585年—1649年），字定如，號瞻之，湖廣承天府沔陽州景陵縣人，民籍，明朝政治人物。

## 生平
萬曆三十七年（1609年）己酉科湖廣鄉試第七十二名舉人，三十八年（1610年）庚戌科三甲第八十九名進士。授蕪湖縣知縣，調吳江縣知縣，升南京禮部儀制司主事，天啟元年（1621年）閏二月出為河南按察司僉事，三年（1623年）三月升河南布政使司右參議、兵備潁州，當時宦官開屯江淮，汝潁所在騷動，魏士前調劑有法，全活數萬人，升浙江按察司副使，六年（1626年）二月因熊廷弼案削籍。
崇禎元年（1628年）起為山西按察司副使、兵備冀寧，四年（1631年）平渠賊神一魁等，調四川按察司副使、兵備川北，論劾蜀藩御門僭制事，調陝西按察司副使、兵備神木，疏乞歸，順治六年（1649年）卒。

## 家族
曾祖魏輔。祖父魏廉，選貢、學正。父魏應瑞。母胡氏。具慶下。